# Moisès Cordovero
Moisès Ben Jacob Cordovero, (en hebreu: משה קורדובירו), també conegut per l'acrònim: רמ"ק (el Ramak), (Espanya, 1522 - Safed, Imperi Otomà, 1570) va ser un rabí, místic, teòleg i cabalista sefardita.

## Biografia
Cordovero era originari del Regne d'Espanya, encara que se'n desconeix el lloc de naixement. La seva família, no obstant això, era de Còrdova, d'aquí el nom. Ell va emigrar a Safed, una ciutat ubicada al nord de la Palestina otomana. Va seguir en aquell indret els seus estudis talmúdics.
El 1538, a 16 anys, va ser un dels rabins que van rebre l'ordenació (semicha) per part del Rabí Jacob Berab; els altres eren el seu mestre el Rabí Joseph Caro (1488-1575), l'autor d'un ample comentari anomenat Beit Yossef sobre el llibre Arba Turim, i l'autor del Kessef Mixnè, una clarificació metòdica del Mixnè Torà de Maimònides, i l'autor també del Xulhan Arukh, la més cèlebre recopilació de l'halacà, la llei jueva, que és actualment la principal autoritat en matèria de jurisprudència legal i halacà. Cordovero va estudiar al costat de Moisès de Trani, Joseph Sagis i Moisès Alhish. Cordovero era el benjamí d'aquests savis i va treballar com a jutge.
La tradició explica que el 1542, als 20 anys, una veu celestial, el va convencer per estudiar la Càbala al costat del seu company el rabí, cabalista i poeta Shlomo Halevi Alkabetz, també anomenat Salomó Halevi Alkabetz (mort en 1580, autor del famós himne per a donar la benvinguda el Sàbat, anomenat Lekhà Dodí (en català: "vine estimat meu"). Aquesta popular cançó va inspirar Cordovero, i va fer-lo estudiar els misteris del Zohar.
El Rabí Cordovero va ser un iniciat en els misteris del Zohar, encara que es troba a faltar en ell una manca d'estructura i precisió en els seus ensenyaments. En aquells dies va redactar dues obres que el van fer cèlebre: Or Yakar i Pardes Rimonim. Aquesta darrera la va finalitzar el 1548.
Tal com va testimoniar el Rabí Menachem Azaries de Fano (1548-1620), cap a 1550, Cordovero va fundar una ieixivà i una acadèmia d'estudis cabalístics a Safed. Va dirigir l'acadèmia fins a la seva defunció, que va tenir lloc vint anys més tard. Va tenir per deixeble al rabí i místic cabalista Isaac Lúria, a la seva arribada a Safed, i altres grans cabalistes, entre ells el Rabí Jaim Vital, que va exposar més tard els ensenyaments de la Càbala segons Lúria, i Eliyahu de Vides, l'autor de l'obra literària Reixit Chochma.
Segons una altra tradició, Cordovero va rebre freqüents visites del profeta Elies (Eliyahu Hanaví). Isaac de Homel el va tenir per un dels tres grans compiladors de la Càbala judaica, juntament amb l'Ari, el Rabí Isaac Lúria (1534-1572), popularment conegut com un sant, i amb el fundador del judaisme hassídic, el Rabí Israel Ben Eliezer, també anomenat Baal Xem Tov (1698-1762).
L'origen del Rabí Cordovero és possiblement la ciutat de Còrdova. També hi ha un poble a Astúries anomenat Cordovero, i potser d'aquell poble va pendre el rabí el seu nom, abans de ser expulsat per la Inquisició. Totes les persones anomenades Cordovero, o la gran majoria, van emigrar cap a Turquia, a on van viure fins als començaments del segle xx, quan la majoria d'ells va emigrar a la República Argentina. Els Cordovero van mantenir fins aleshores el ladí (idioma judeocastellà) com a llengua quotidiana.

## Obres

### Or Yakar
El seu llibre fonamental Or Yakar (Llum preciosa) és una anàlisi del Zohar (1305) que va passar a ser un dels dos mètodes clàssics per a la interpretació cabalística (l'altre el sistema és el mètode del Rabí otomà Isaac Lúria), Cordovero va intentar fonamentalment harmonitzar la tradició cabalística anterior, i crear un marc de referència conceptual pel Zohar.

### Pardes Rimonim
Una obra de gran importància de Cordovero, és el Pardes Rimonim (Jardí de Magranes), un repertori clàssic de totes les nocions místiques judaiques tal com s'expressaven cap a 1585; en ell troba la unitat la tradició cabalística, organitzada en un coherent sistema filosòfic. El nucli del sistema del Ramak dona voltes al voltant del tema de l'energia universal. L'obra és una detallada descripció de com la realitat finita esdevé part de l'ésser infinit de Déu mitjançant una successió jeràrquica de les forces creatives correlatives anomenades sefirot, formades cadascuna d'elles per sis behinot.

### Altres obres
Cordovero va escriure també Or Neerav (La dolça llum), Tomer Devorah (La palmera de Dèbora), Elima Rabati, Shiur Komah, i Sefer Gerushin.